# Sarima (djur)
Sarima är ett släkte av insekter. Sarima ingår i familjen sköldstritar.

## Dottertaxa tillSarima, i alfabetisk ordning[1]
- Sarima amagisana
- Sarima bimaculata
- Sarima carinata
- Sarima castanea
- Sarima clathrata
- Sarima cretata
- Sarima elongata
- Sarima erythrocyclos
- Sarima formosana
- Sarima fuscula
- Sarima illibata
- Sarima koshunense
- Sarima kuyaniana
- Sarima matsumurai
- Sarima nigrifacies
- Sarima nigriventris
- Sarima nigroclypeata
- Sarima notata
- Sarima novaehollandiae
- Sarima pallizona
- Sarima rinkihonis
- Sarima rubricans
- Sarima satsumana
- Sarima separata
- Sarima sinensis
- Sarima solita
- Sarima subfasciata
- Sarima tappana
- Sarima versicolor
- Sarima yohenai